# Влада Мила Матановића
Након краткотрајне владе генерала Мила Матановића (4. I 1917 - 29. V 1917), указом краља Николе од 29. V 1917. године формирана је влада на челу са Евгенијем Поповићем.

## Чланови владе
| Функција                              | Слика     | Име и презиме     | Детаљи |
| ------------------------------------- | --------- | ----------------- | ------ |
| Предсједник Министарског Савјета      |           | Мило Матановић    |        |
| Министар Војни                        |           | Мило Матановић    |        |
| Министар Унутрашњих Послова           | заступник | Мило Матановић    |        |
| Министар Спољних Послова              |           | Милутин Томановић |        |
| Министар Просвјете и Црквених Послова | заступник | Милутин Томановић |        |
| Министар Правде                       |           | Станиша Илијћ     |        |
| Министар Финансија и Грађевина        | заступник | Станиша Илијћ     |        |